# A mi esposa con amor (To My Wife with Love) (álbum)
A Mi Esposa con Amor (To My Wife with Love) es un álbum de estudio del músico estadounidense Sonny James. Fue publicado en agosto de 1974 a través de Columbia Records. 

## Grabación y contenido
Las sesiones de grabación del álbum tuvieron lugar en los estudios Columbia, ubicado en Nashville, Tennessee. George Richey produjo el álbum mientras que Lou Bradley, Ron Reynolds y Ed Hudson se desempeñaron como ingenieros de audio. En las notas de álbum, Gene Ferguson comentó que “el sonido de guitarra que se ha convertido en parte de la historia de éxito de James se escucha a lo largo del álbum”. A Mi Esposa con Amor contenía diez canciones. Seis de las canciones fueron escritas o coescritas por el propio James. Él escribió cinco de ellas con su frecuente colaboradora Carole Smith y «I Can't Find a Way into Your Heart» con Richard Hollingsworth.

## Promoción
El álbum incluía un sencillo que se convertiría en un gran éxito. La canción que da nombre al álbum fue publicada como sencillo principal en julio de 1974. La canción se convirtió en un éxito top 5, alcanzando el puesto número 4 en la lista Hot Country Singles. También se convirtió en un éxito en la lista canadiense Country Playlist, alcanzando el número 3.

## Recepción de la crítica
Un escritor no especificado de la revista Cash Box describió A Mi Esposa con Amor como “su mejor LP hasta la fecha”, y añadió que: “Uno escucha esta excelente selección de material y el estilo vocal rico y suave por el que Sonny se ha hecho conocido brilla con una belleza incomparable en otro material”.

## Lista de canciones
Todas las canciones escritas y compuestas por Sonny James y Carole Smith, excepto donde esta anotado. 
| Lado uno |                                               |                                                      |          |  |
| N.º      | Título                                        | Escritor(es)                                         | Duración |  |
| 1.       | «A Mi Esposa con Amor (To My Wife with Love)» |                                                      | 3:11     |  |
| 2.       | «Whoever Finds This, I Love You»              | Mac Davis                                            | 4:12     |  |
| 3.       | «Take These Chains from My Heart»             | Fred Rose Hy Heath                                   | 2:45     |  |
| 4.       | «Blues Stay Away from Me»                     | Wayne Raney Henry Glover Alton Delmore Rabon Delmore | 2:30     |  |
| 5.       | «I Can't Find a Way into Your Heart»          | Richard Hollingsworth James                          | 2:58     |  |

| Lado dos |                                        |                            |          |  |
| N.º      | Título                                 | Escritor(es)               | Duración |  |
| 1.       | «Home Style Lovin'»                    | Vance Newbill Smith James  | 2:42     |  |
| 2.       | «I Can See the End from the Beginning» |                            | 3:03     |  |
| 3.       | «Ever Since I Fell for You»            |                            | 2:32     |  |
| 4.       | «A Poor Man's Gold»                    |                            | 2:26     |  |
| 5.       | «Baby's Blue»                          | Rory Bourke Gayle Barnhill | 2:35     |  |

## Créditos y personal
Créditos adaptados desde las notas de álbum de A Mi Esposa con Amor (To My Wife with Love).
- Sonny James – voces, guitarra, arreglos
- Cam Mullins – arreglos de cuerdas
- George Richey – productor
- Lou Bradley – ingeniero de audio
- Ron Reynolds – ingeniero de audio
- Ed Hudson – ingeniero de audio
- Gene Ferguson – notas de álbum

## Posicionamiento
| Gráfica (1974)                             | Pico de posición |
| ------------------------------------------ | ---------------- |
| Estados Unidos (Billboard Hot Country LPs) | 27               |